# Шадки
Село Шадки (Шəдке авылы) расположено в Тюлячинском районе Республики Татарстан, 5 км от федеральной трассы М7. Находится к 83 км к юго-востоку от Казани.

## История
В «Списке населенных мест по сведениям 1859 года», изданном в 1866 году, населённый пункт упомянут как казённая деревня Шадки-Шадчи 2-го стана Лаишевского уезда Казанской губернии. Располагалась при речке Нырсе, на торговой Ногайской дороге, в 67 верстах от уездного города Лаишева и в 8 верстах от становой квартиры в казённом селе Карабаяны (Богородское). В деревне, в 81 дворе жили 519 человек (257 мужчин и 262 женщины), были мечеть, поташный завод.
По сведениям переписи 1897 года, в деревне Шадки-Шадчи Лаишевского уезда Казанской губернии жили 916 человек (450 мужчин и 466 женщин), все мусульмане.

## Известные уроженцы
- Хасанов, Нурислам Габдуллович — советский татарский писатель, заслуженный работник культуры Республики Татарстан (1992).